# Pligtforsømmelse
Pligtforsømmelse foreligger, når man ikke efterkommer de pligter man har, typisk i et ansættelsesforhold. Pligtforsømmelse er lovlig afskedigelsesgrund, men afskedigelsen skal da ske konsekvent fra arbejdsgiverens side.
I militære sammenhænge er der et særligt behov for disciplin, herunder at pligter efterkommes. Derfor gør den militære straffelov pligtforsømmelse strafbart i § 27. Da pligterne ikke specificeres nærmere kaldes bestemmelsen også for gummiparagraffen.
Et søsterbegreb er lydighedsnægtelse.
Der blev rejst tiltale for pligtforsømmelse i Hommel-sagen.